# Böblingen

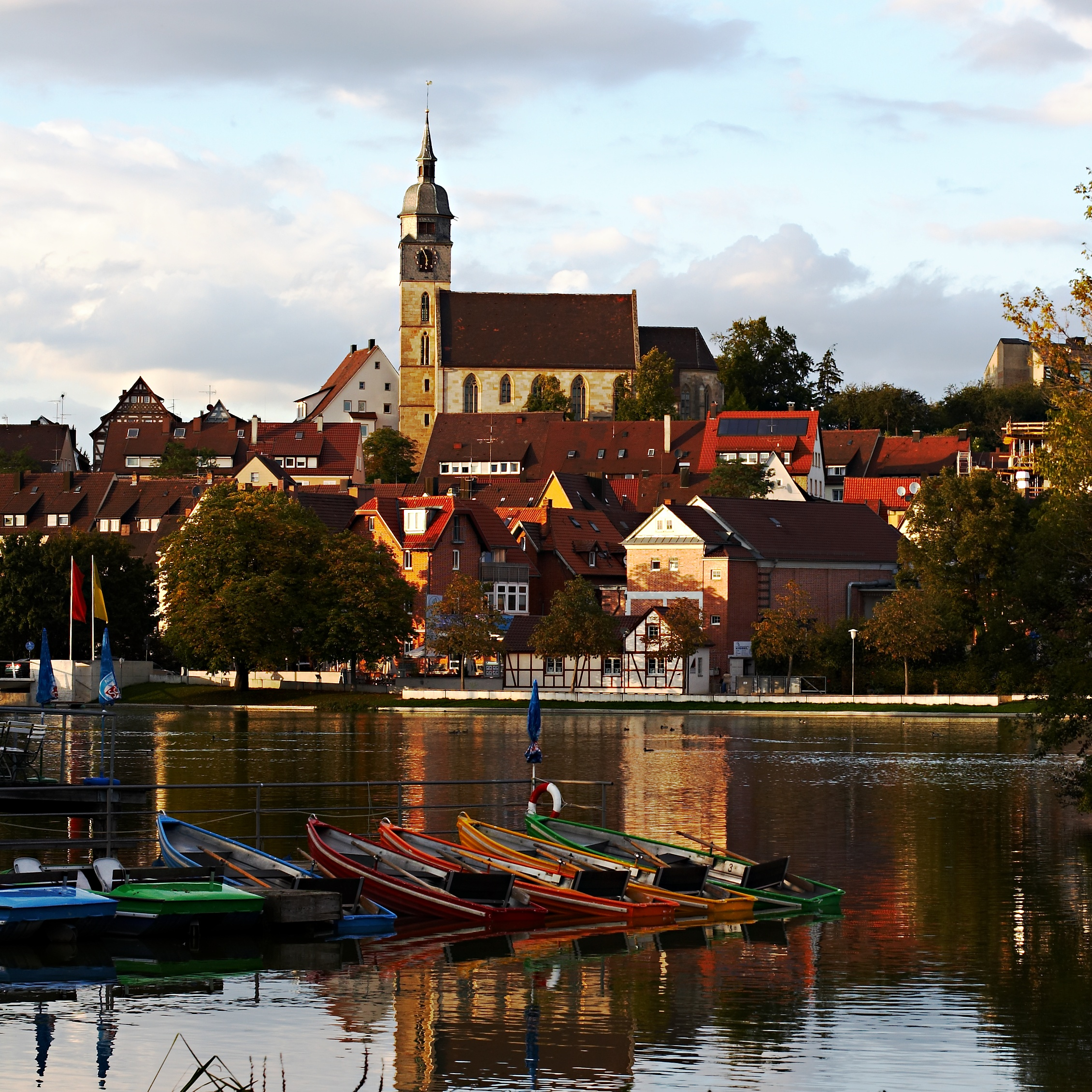

Böblingen este un oraș din landul Baden-Württemberg, Germania si se afla la o distanta de 20 de km  Sud-Vest de Stuttgart.

## Personalități
- Johann Eberhard Blaumann (1733-1806), arhitect stabilit la Cluj

## Orașe înfrățite
- Glenrothes, Scoția
- Pontoise, Franța
- Sittard-Geleen, Țările de Jos
- Bergama, Turcia
- Alba, Italia
- Sömmerda, Germania

1. ↑   http://www.statistik.baden-wuerttemberg.de/BevoelkGebiet/Bevoelkerung/01515020.tab?R=GS115003 Lipsește sau este vid: |title= (ajutor)
2. ↑  Alle politisch selbständigen Gemeinden mit ausgewählten Merkmalen am 31.12.2018 (4. Quartal) (în germană), Statistisches Bundesamt[*], arhivat din original la 10 martie 2019, accesat în 10 martie 2019